# Sociokrati
En sociokrati (av latinets och grekiskans socius (sällskap) och kratein (att styra)) är en sorts statsskick och en styrelseform. Det centrala i det sociokratiska beslutsfattandet är att alla blir hörda vid varje beslut som görs. Det är inte fråga om att göra konsensusbeslut (där alla ligger bakom beslutet och är eniga). I sociokrati ges istället möjlighet att göra invändningar mot beslutsförslaget.
Om det skulle visa sig att någon av de personer som deltar i beslutsfattande inte kan leva med beslutsförslaget, och alltså gör en invändning, försöker man förbättra förslaget till dess att det inte längre finns någon invändning. Ett beslut kan således inte fattas så länge det finns invändningar. Eftersom varje individ blir hörd i den sociokratiska processen blir besluten väl förankrade. Sociokratin erbjuder ett tillvägagångssätt för att allas röst skall bli hörda. 
Förutom samtycke bygger sociokrati på cirklar (eller kretsar från nederländskans kring). En cirkel är en självstyrd grupp av människor som delar en gemensam målsättning (meningsfulla invändningar är relaterade till cirkelns målsättning). Relevanta cirklar är sammankopplade med varandra via dubbla länkar (två personer som utses av vardera cirkeln). Personer utses till olika roller i öppna val (som inte sker genom majoritetsröstning utan genom samtycke). 
Begreppet sociokrati myntades av den franske positivistiske filosofen och sociologen Auguste Comte 1851. Den moderna sociokratin kommer ursprungligen ifrån Nederländerna och utvecklades av Gerard Endenburg under 1970-talet. Sociokrati har sedan dess spritts till organisationer över hela världen.